# Bosó I
Bosó I (895-935) fou un noble franc, fill de Ricard I (Ricard el Justicier) duc de Borgonya i d'Adelaida d'Auxerre (filla de Conrad II de Borgonya), nebot per tant de Rodolf I  (rei de Borgonya Transjurana), de Carles el Calb (rei de França Occidental) i de Bosó de Provença (rei de Borgonya Cisjurana i Provença). Fou d'altra banda germà del rei de França (i duc de Borgonya) Raül I, i del duc de Borgonya Hug el Negre. Era abat laic de Saint-Pierre de Moyenmoutier i de l'abadia de Remiremont als Vosges.
Va donar suport a Raül de França en la seva expedició a Lotaríngia a la tardor del 923 i li va retre homenatge; el 14 de març del 923 va matar el comte de Verdun Ricuí, malalt al llit, per intentar apoderar-se del seu comtat però es va haver d'enfrontar amb Otó de Lotaríngia, fill d'un primer matrimoni de Ricuí (de la mare no se'n sap el nom).
El 924, per mitjà d'un accord entre Raül i el comte de Provença Hug d'Arle, es va casar amb Berta d'Arle (913-965), neta de Lotari II, filla de Bosó d'Arle i neboda d'Hug d'Arle, futura comtessa d'Arle
El 925 Otó fill de Ricuí desplegat pel ducat de Lotaríngia amb un exèrcit, el va obligar a reconèixer la sobirania d'Enric  el Falconer. El 928 es va apoderar dels dominis dels bisbes de Verdun i de Metz. Assetjat a la fortalesa de Durofostum per Enric I, li va haver de jurar fidelitat i restituir els béns espoliats, però va aconseguir la cessió d'altres territoris. Acordada la pau es va reconciliar amb el nou duc de Lotaríngia Giselbert (vers 929) que era el seu cunyat (casat amb una germana, Ermengarda, i fill de Manasses I de Chalon i Vergy, i era el gendre d'Enric I) i amb els altres grans senyors del ducat. El 929 es va apoderar de l'abadia de Chelles, herència de Rotilda, la filla de Carles el Calb, reclamada per Hug el Gran. Heribert II de Vermandois, aliat d'Hug, va conquerir Vitry-en-Perthois, plaça forta de Bosó. Al maig es va ajustar un armistici per la resta del mes que va anar seguida d'una pau definitiva signada sota intervenció del rei Enric I el Falconer. L'any següent, per un acord amb la mediació de Raul, va recuperar Vitry aprofitant que ara Hug i Heribert estaven enfrontats. Però al cap de poc Heribert va reconquerir Vitry mercès a la traïció d'Anseau, un vassall de Bosó. Aquest es va aliar llavor a Gislebert de Lotaríngia i a Hug el Gran contra Heribert, va entrar a Vitry i va ocupar Mouzon o Mousson a les Ardenes, però Heribert va travessar el riu Mosa al Nadal i va recuperar la plaça per sorpresa.
El 931, Bosó es va enemistar amb Gislebert de Lotaríngia que li va prendre el castell de Durofostum. Heribert de Vermandois es va acostar a Gislebert i Bosó es va sostreure de la sobirania d'Enric I, el sogre de Gislebert, i va cridar al seu germà Raül; llavors va dirigir les seves armes contra el bisbe de Châlons, Beuves, aliat del comte de Vermandois, que havia exercit algunes crueltats sobre súbdits de Bosó. Châlons fou captura a incendiada. Tot seguit Bosó va acompanyar a Raül al setge de Reims.
Quan el 931 el seu sogre Bosó d'Arle se'n va anar a Itàlia (on fou nomenat marquès de Toscana) va deixar com a comtessa de Provença a Arle (regent per ell mateix o un fill) a la seva filla Berta, l'esposa de Bosó I, i aquest es va ocupar llavors del govern de Provença.
El 8 de juny del 934 es van entrevistar a Chiers Raül de Borgonya (després Raül de França) i Enric I d'Alemanya el Falconer i el resultat fou la submissió de Bosó a Enric que li va retornar quasi tots els seus dominis a Lotaríngia. Bosó va prendre llavors part, com a vassall del rei de Germània a una expedició de senyors lotaringis contra Hug el Gran que refusava restituir Saint-Quentin a Heribert II de Vermandois.
Va morir el 13 de setembre del 935 després d'una trobada amb el rei a Attigny.
La seva vídua Berta es va tornar a casar (936) amb Ramon II de Roergue.

## Bosó I i Bosó II
Alguns autors com Paul-Albert Février identifiquen aquest Bosó amb el Bosó II d'Arle, comte de vers el 949 al 968 Altres autors en general no accepten aquesta possibilitat.
Hi ha diversos Bosó però la seva genealogia és dubtosa en tots els casos:
- Bosó l'Antic, ancestre dels Bosònides
- Bosó, fill de l'anterior
- Bosó de Provença, rei de Borgonya Cisjurana i Provença (+887), net de Bosó l'Antic
- Bosó I, fill de Ricard el Justicier (germà de Bosó de Provença)
- Bosó d'Arle, germà de d'Hug d'Arle, comte d'Arle (926-931), marques de Toscana (931-936), possible pare de Ratbold d'Arle
- Bosó o Guillem Bosó, fill de Ratbold d'Arle i germà de Ratbold l'Antic
- Bosó II d'Arle, fill de Ratbold l'Antic, comte d'Arle i Provença